# Saison 4 de 12 Monkeys
Chronologie
Saison 3 -
La quatrième et dernière saison de 12 Monkeys, série télévisée américaine, est constituée de onze épisodes, et a été diffusée du 15 juin 2018 au 6 juillet 2018 sur Syfy, aux États-Unis.

## Synopsis
En 2043, les quelques milliers d'habitants de la Terre sont obligés de vivre dans les sous-sols. La surface est devenue inhabitable en raison d'un virus ayant décimé 99 % de la population. Les rares survivants placent tous leurs espoirs dans un voyage dans le temps, afin de découvrir les causes de la catastrophe et de l'empêcher. James Cole est alors choisi pour mener à bien cette mission.

## Distribution

### Acteurs principaux
- Aaron Stanford (VF : Boris Rehlinger) : James Cole, le « chrononaute » chargé de sauver l'espèce humaine
- Amanda Schull (VF : Sybille Tureau) : Cassandra « Cassie » Railly, brillante virologiste
- Kirk Acevedo (VF : Cyrille Monge) : José Ramse / Ethan Sucky, le meilleur ami de James
- Todd Stashwick (VF : Loïc Houdré) : Theodore Deacon, leader du groupe West VII
- Emily Hampshire (VF : Olivia Luccioni) : Jennifer Goines, une génie des mathématiques qui rencontre Cole à l'asile
- Barbara Sukowa (VF : Brigitte Aubry) : Katarina Jones, la créatrice de la machine à voyager dans le temps

### Acteurs récurrents
- Tom Noonan (VF : Thierry Murzeau) : l'homme pâle, l'homme de main de l'armée des 12 singes
- Demore Barnes (VF : Gilles Morvan) : Marcus Whitley
- Alisen Down (VF : Caroline Bourg) : Olivia
- Andrew Gillies (VF : Philippe Ariotti) : Dr Adler
- Murray Furrow (VF : Jean-Alain Velardo) : Dr Lasky
- Scottie Thompson (VF : Laurence Breheret) : Mantis
- Brooke Williams (VF : Adeline Moreau) : Hannah Jones
- Hannah Waddingham (VF : Alexia Lunel) : Magdalena
- Faran Tahir (VF : Michel Vigné) : Mallick

### Invités
- Conleth Hill (VF : Bruno Magne) : Bonham[3] (épisodes 2 et 3)
- Jay Karnes (VF : Thierry Kazazian) : Robert Gale, agent du FBI des années 1940 (épisode 5)
- James Callis (VF : Antoine Nouel) : Athan Cole (épisodes 10 et 11)

## Production

### Développement
En mars 2017, la chaîne a renouvelé la série pour cette quatrième saison de dix épisodes.

### Diffusions
Aux États-Unis, la saison est diffusée depuis le 15 juin 2018 sur Syfy, aux États-Unis et en simultané sur Showcase au Canada.
La diffusion francophone se déroule ainsi :
En France, en Suisse et en Belgique, la saison est diffusée depuis le 26 juin 2018 sur Syfy ;
Aucune diffusion concernant les autres pays francophones n'est connue.

## Liste des épisodes

### Épisode 1:Pour l'espoir
- États-Unis /  Canada : 15 juin 2018 sur Syfy[6] / Showcase
- France,  Suisse,  Belgique : 26 juin 2018 sur Syfy[5],[7]

- États-Unis : 336 000 téléspectateurs[8] (première diffusion)

### Épisode 2:L'Ouroboros
- États-Unis /  Canada : 15 juin 2018 sur Syfy / Showcase
- France,  Suisse,  Belgique : 26 juin 2018 sur Syfy[5],[7]

- États-Unis : 259 000 téléspectateurs[8] (première diffusion)

### Épisode 3:L'Énigme
- États-Unis /  Canada : 15 juin 2018 sur Syfy / Showcase
- France,  Suisse,  Belgique : 3 juillet 2018 sur Syfy[7]

- États-Unis : 215 000 téléspectateurs[8] (première diffusion)

### Épisode 4:Frères
- États-Unis /  Canada : 22 juin 2018 sur Syfy / Showcase
- France,  Suisse,  Belgique : 3 juillet 2018 sur Syfy[7]

- États-Unis : 336 000 téléspectateurs[9] (première diffusion)

Peter Outerbridge :  Elliot Jones

### Épisode 5:Retour vers le passé
- États-Unis /  Canada : 22 juin 2018 sur Syfy / Showcase
- France,  Suisse,  Belgique : 10 juillet 2018 sur Syfy[7]

- États-Unis : 273 000 téléspectateurs[9] (première diffusion)

- Christopher Lloyd (Shaw)

### Épisode 6:Die Glocke
- États-Unis /  Canada : 22 juin 2018 sur Syfy / Showcase
- France,  Suisse,  Belgique : 10 juillet 2018 sur Syfy[7]

- États-Unis : 264 000 téléspectateurs[9] (première diffusion)

### Épisode 7:Nos mères
- États-Unis /  Canada : 29 juin 2018 sur Syfy / Showcase
- France,  Suisse,  Belgique : 17 juillet 2018 sur Syfy[7]

- États-Unis : 293 000 téléspectateurs[10] (première diffusion)

Die Glocke n'est finalement pas l'arme qu'ils recherchent mais seulement une clé leur permettant d'accéder à l'arme pour stopper la fin du monde. Olivia emprisonne et sonde l'esprit de Jones sur Titan sous l'œil d'Emma. À la suite de la torture de Jones, Titan est envoyé en 1491 donnant un point d'ancrage pour y fragmenter Jennifer. Le transfert se passe mal et Jennifer revient plus âgée.
En parallèle, Emma réalise que sa mère Olivia ne l'aime pas et la considère seulement comme son instrument lui permettant d'assouvir sa vengeance. Elle décide alors de partir et se retrouve en 2009.

### Épisode 8:Démons
- États-Unis /  Canada : 29 juin 2018 sur Syfy / Showcase
- France,  Suisse,  Belgique : 17 juillet 2018 sur Syfy[7]

- États-Unis : 243 000 téléspectateurs[10] (première diffusion)

### Épisode 9:Une minute de plus
- États-Unis /  Canada : 29 juin 2018 sur Syfy / Showcase
- France,  Suisse,  Belgique : 24 juillet 2018 sur Syfy[7]

- États-Unis : 254 000 téléspectateurs[10] (première diffusion)

Aidée par Jennifer, Jones trouve dans une nouvelle énigme des primordiaux une date en 2018 à l'aéroport JFK de New York. Cole et Cassie s'y rendent mais arrivent après le déclenchement initial de l'épidémie. Cassie sachant où trouver la fiole, ils se fragmentent un jour avant au laboratoire de la salle noire et s'emparent de la fiole. Ils se rendent alors compte que les primordiaux veulent déclencher l'épidémie pour créer le projet Splinter et contrer le Témoin.
En 2009, Emma et Hannah sont pourchassées par un homme armé. Elles ont un accident de voiture et trouvent refuge chez Matthew Cole.

### Épisode 10:Le Commencement, première partie
- États-Unis /  Canada : 6 juillet 2018 sur Syfy / Showcase
- France,  Suisse,  Belgique : 24 juillet 2018 sur Syfy[7]

- États-Unis : 384 000 téléspectateurs[11] (première diffusion)

### Épisode 11:Le Commencement, deuxième partie
- États-Unis /  Canada : 6 juillet 2018 sur Syfy[2] / Showcase
- France,  Suisse,  Belgique : 24 juillet 2018 sur Syfy[7]

- États-Unis : 331 000 téléspectateurs[11] (première diffusion)